# Frode Nør Christensen
Frode Nør Christensen, född 9 oktober 1948 i Hvejsel Sogn, är en dansk f.d. politiker (Centrum-Demokraterne) och tidigare transportminister i Poul Schlüters första och andra regering.
Frode Nør Christensen fick handelsutbildning på Hovedstadens Brugsforening (1964-1967) och var därefter sergeant i det danska flygvapnet (1968-1971), polisassistent och körprovsansvarig i Holstebro. Han engagerade sig i mittenpartiet Centrum-Demokraterne och var vice partiordförande (1980-1982). Han blev invald i Folketinget 1981 och behöll detta mandat till 1991. Han var partiets gruppordförande och politiska ordförande (1984-1986) och utsågs därefter till Arne Melchiors efterträdare som transportminister 1986. Han övertog ett reducerat departement, då ansvaret för post- och telegrafväsendet hade överförts till det nyupprättade Kommunikationsdepartementet. Det var Frode Nør Christensen som presenterade regeringens transportpolitiska redogörelse, som hade utarbetats under Melchiors mandatperiod. Denna fastslog att den individuella och den kollektiva trafiken skulle komplettera varandra, och att en utbyggnad av båda skulle ske. Det var han som stod bakom beslutet om Stora Bältbrons uppförande 1987. Han stod också bakom upprättandet av de tågförbindelser som varje fredag och söndag transporterade barn av skilda föräldrar, som bor i olika delar av landet. I denna ordning ingick också personal som ledsagade barnen till rätt tåg.
Frode Nør Christensen blev invald i Europaparlamentet 1989 och lämnade Folketinget 1991 för att kunna ägna sig helt åt det förra. Han anslöt sig till Europeiska Folkpartiet och innehade sitt mandat till 1994. Han återvände sedan till Holstebro och återupptog arbetet som polisassistent och parkeringsvakt. Han lämnade Centrum-Demokraterne 1995 och gick med i Det Konservative Folkeparti. Han förtidspensionerades 1998 på grund av att han drabbats av tinnitus och Ménières sjukdom. Från 2004 är han ledamot i Hodsagers kyrkoråd.

## Utmärkelser
- Kommendör av Dannebrogorden,  28 oktober 1987

[Redigera Wikidata]